# Асано Тецуя
Асано Тецуя (яп. 浅野 哲也, нар. 23 лютого 1967, Ібаракі —) — японський футболіст, що грав на позиції півзахисника.

## Клубна кар'єра
Грав за команду Toyota Shukyudan, Нагоя Грампус, Урава Ред Даймондс, Токіо, Кавасакі Фронтале.

## Виступи за збірну
Дебютував 1991 року в офіційних матчах у складі національної збірної Японії. У формі головної команди країни зіграв 8 матчів.

## Статистика
Статистика виступів у національній збірній.
| Збірна Японії | Збірна Японії | Збірна Японії |
| Роки          | Ігри          | голи          |
| ------------- | ------------- | ------------- |
| 1991          | 2             | 0             |
| 1992          | 3             | 0             |
| 1993          | 0             | 0             |
| 1994          | 3             | 1             |
| Усього        | 8             | 1             |

## Титули і досягнення
- Володар Кубка Імператора (2):

«Наґоя Ґрампус»: 1995, 1999
- Володар Суперкубка Японії (1):

«Наґоя Ґрампус»: 1996